# Heilige Naam Jezuskerk (Broekhuizenvorst)

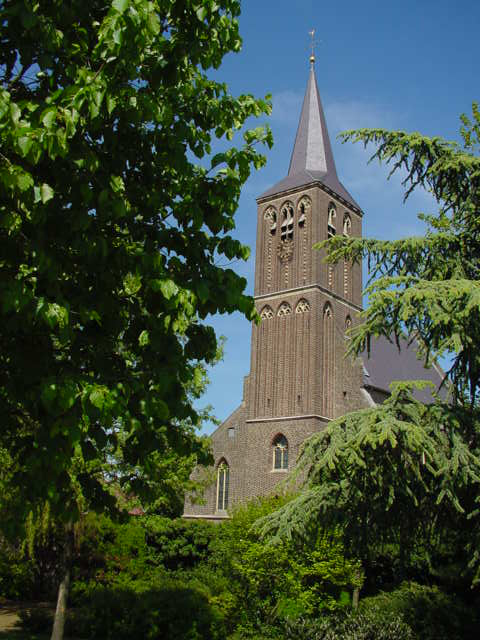
Heilige Naam Jezuskerk in 2001

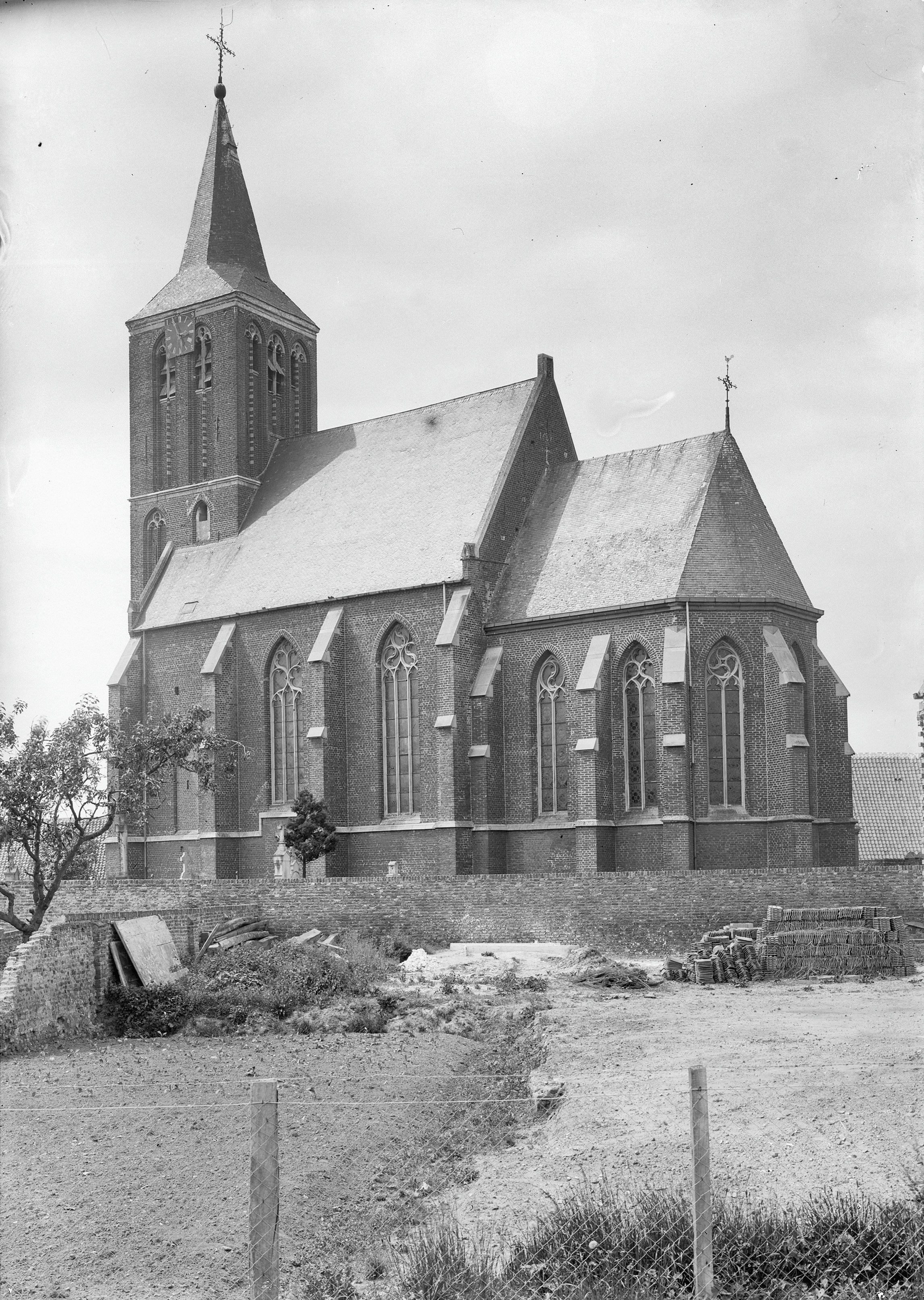
De kerk in 1926

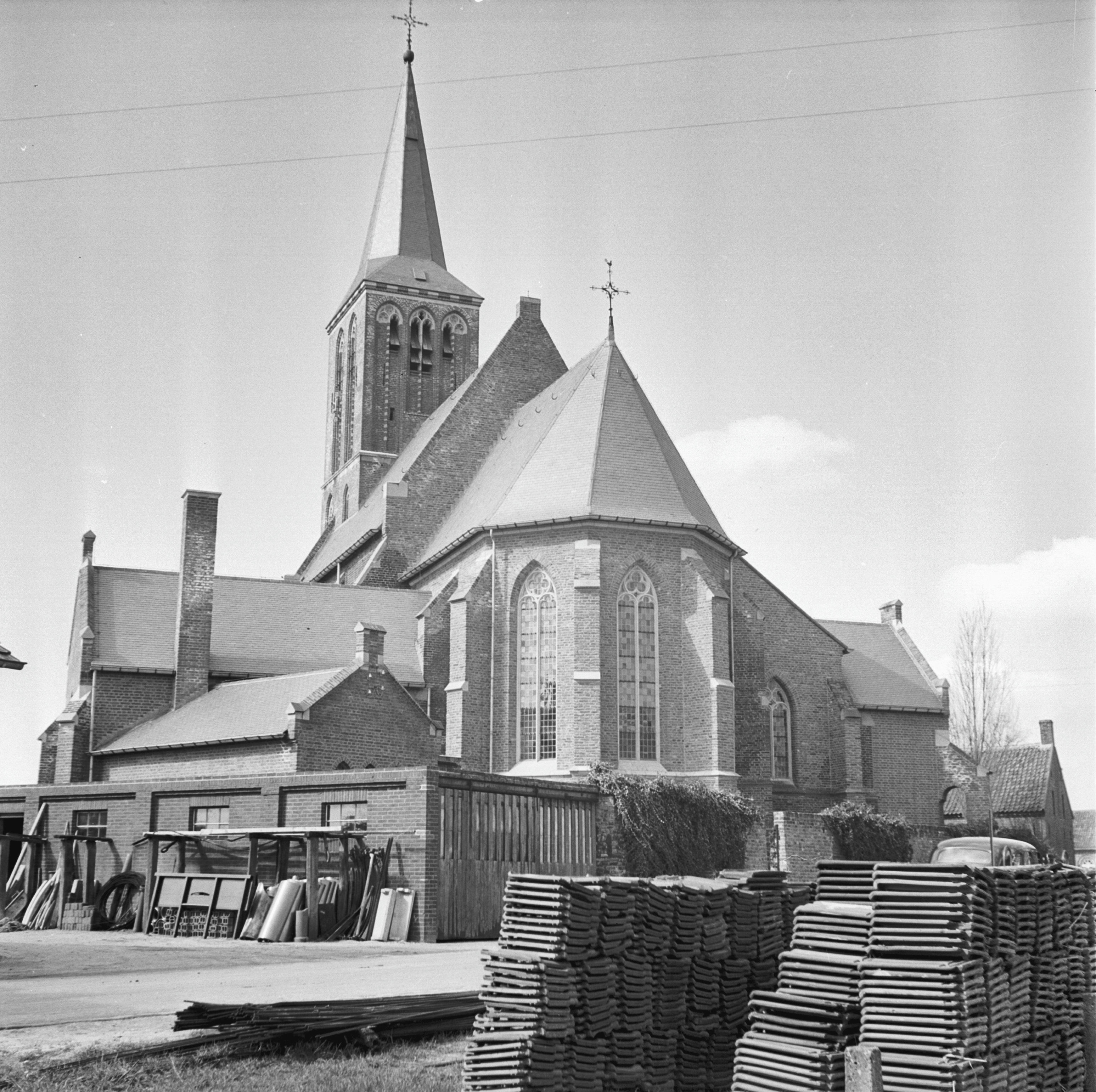
De kerk in 1950

De Heilige Naam Jezuskerk is de parochiekerk van Broekhuizenvorst in de Nederlands Noord-Limburgse gemeente Horst aan de Maas. De kerk is gelegen aan Kerkstraat 9. Op de hoek van het kerkhof staat de Onze-Lieve-Vrouw-van-Lourdeskapel.

## Geschiedenis
De eerste vermelding van een kerk stamt van 1214, toen de kerk nog als Sint-Salvatorkerk te boek stond. Het was een zaalkerk met aangebouwde apsis. Omstreeks 1400 werd een toren gebouwd, in de 15e eeuw een koor en mogelijk in 1456 een nieuw schip. In de 16e eeuw werd de kerk uitgebreid met zijbeuken. Omstreeks 1800 werd de naam van de kerk gewijzigd in Allerzoetste Naam van de Heilige Jezus. Johan Kayser voerde van 1880-1884 een restauratie uit, en Jules Kayser deed dat in 1920-1930.
Oorlogsgeweld vernietigde kerk en toren einde 1944, en daarbij gingen ook de muurschilderingen verloren.
De kerk werd in de oorspronkelijke stijl gerestaureerd, maar tevens uitgebreid, onder meer met een transept. Architect was Anton Swinkels. In 1949 werd de kerk ingezegend.

## Gebouw
De huidige kerk bevat nog delen van het middeleeuwse gebouw. Het betreft een bouwwerk in laatgotische stijl met verlaagd, driezijdig afgesloten, koor, en halfingebouwde westtoren. Het gebouw ligt op een verhoging, en het wordt geflankeerd door een begraafplaats. De kerkhofmuur is 17e-eeuws. De kerk is geklasseerd als Rijksmonument.

## Inventaris
Het doopvont is in romaanse stijl. Uit omstreeks 1500 is een laatgotische calvariegroep; 16e-eeuwse heiligenbeelden van Sint-Sebastiaan en Sint-Antonius Abt; een kruisbeeld is van 1665. Drie klokken, een van 1520, een van 1500 en een van 1440.